# Shades of Purple
| Críticas profissionais | Críticas profissionais |
| Avaliações da crítica  | Avaliações da crítica  |
| Fonte                  | Avaliação              |
| ---------------------- | ---------------------- |
| AllMusic               | 3.5 de 5 estrelas.     |
| Entertainment Weekly   | (B)                    |

Shades of Purple é o álbum de estreia da banda pop M2M. Foi lançado em 7 de março de 2000 pela Atlantic Records.

## Antecedentes e promoção
O primeiro single, "Don't Say You Love Me", foi lançado em 1999 e esteve presente na trilha sonora de Pokémon: The First Movie. Pela repercussão internacional do filme, a banda se tornou conhecida e isso fez com que o segundo single, "Mirror Mirror", tivesse um bom desempenho nas paradas. Consequentemente, o álbum de estreia da dupla, Shades of Purple, teve boas vendas, especialmente no Sudeste Asiático, com cinco milhões de cópias vendidas. Eventualmente, foram lançados mais quatro singles: "The Day You Went Away", "Pretty Boy", "Girl in Your Dreams" e "Everything You Do". Mais tarde, os seis singles foram regravados para o álbum de compilação The Day You Went Away: The Best of M2M. 

## Faixas
| N.º            | Título                      | Compositor(es)                                                                       | Duração |  |
| 1.             | "Don't Say You Love Me"     | Jimmy Bralower Marit Larsen Marion Raven Peter Zizzo                                 | 3:46    |  |
| 2.             | "The Day You Went Away"     | Larsen Raven Matt Rowe                                                               | 3:43    |  |
| 3.             | "Girl in Your Dreams"       | Raven                                                                                | 3:31    |  |
| 4.             | "Mirror Mirror"             | Dave Deviller Sean Hosein Pamela Sheyne                                              | 3:21    |  |
| 5.             | "Pretty Boy"                | Bottolf Lødemel Nora Skaug                                                           | 4:40    |  |
| 6.             | "Give a Little Love"        | Larsen Raven Rowe                                                                    | 3:59    |  |
| 7.             | "Everything You Do"         | Lars Aass Larsen Raven                                                               | 4:02    |  |
| 8.             | "Don't Mess with My Love"   | Larsen Shelly Peiken Raven Guy Roche                                                 | 3:44    |  |
| 9.             | "Dear Diary"                | Larsen Raven Sheyne Greg Wells                                                       | 3:58    |  |
| 10.            | "Do You Know What You Want" | Full Force Larsen Raven                                                              | 4:06    |  |
| 11.            | "Smiling Face"              | Larsen Raven Rowe                                                                    | 4:15    |  |
| 12.            | "Our Song"                  | Barry Gibb Maurice Gibb Robin Gibb Robert Jazayeri Larsen Sean "Mystro" Mather Raven | 3:54    |  |
| 13.            | "Why"                       | Larsen Raven Seger                                                                   | 4:20    |  |
| Duração total: | Duração total:              | Duração total:                                                                       | 51:07   |  |

| Faixas extras no álbum do sudeste asiático |                                    |         |  |
| N.º                                        | Título                             | Duração |  |
| 1.                                         | "Don't Say You Love Me" (acoustic) | 3:25    |  |
| 2.                                         | "Mirror Mirror" (acoustic)         | 3:19    |  |
| 3.                                         | "Pretty Boy" (acoustic)            | 4:40    |  |

## Paradas musicais

### Desempenho
| Parada (2013)                  | Melhor posição |
| ------------------------------ | -------------- |
| Estados Unidos (Billboard 200) | 89             |
| Noruega (VG-lista)             | 7              |